# Деспард, Шарлотт
Шарлотт Деспард (англ. Charlotte Despard; 15 июня 1844[…], Ripple, Кент — 10 ноября 1939[…], Whitehead), урождённая Шарлотт Френч (англ. Charlotte French}}) — англо-ирландская суфражистка, социалистка, пацифистка, активистка Шинн Фейн и романистка. Одна из основателей Женской Лиги свободы, Женского Крестового Похода за мир и Ирландской женской лиги за избирательные права. Также известна как активистка в широком спектре политических организаций в течение своей жизни, включая, среди прочего, Женский социально-политический союз, Лейбористскую партию, Куманн на мБан и Коммунистическую партию Великобритании.

## Ранние годы
Шарлотт Френч родилась в Риппле, Кент, в семье ирландского капитана Джона Трейси Уильяма Френча из Королевского флота (который умер в 1855 году) и Маргарет Френч, урождённой Экклз (скончавшейся после продолжительного помешательства в 1867 году). Её брат Джон Френч стал ведущим военным командиром во время Первой мировой войны, и лордом-лейтенантом Ирландии, что впоследствии поставило их по разные стороны во времена политического противостояния в стране.
Она сожалела о своей необразованности, хотя и посещала школу в Лондоне. В 1870 году она вышла замуж за бизнесмена Максимилиана Кардена Деспарда, который умер в море в 1890 году; детей у них не было.

## Романы
Первый роман Деспард «Чистый, как лед, невинный, как снег» был опубликован в 1874 году. За последующие шестнадцать лет она написала десять романов, три из которых так и не были опубликованы. Вне закона — роман по вопросу о женском избирательном праве был написан совместно с её подругой Мейбл Коллинз и опубликован в 1908 году.

## Благотворительность
После смерти мужа, когда ей было 46 лет, друзья подтолкнули Деспард заняться благотворительностью. Она была потрясена уровнем бедности в Лондоне и посвятила своё время и деньги помощи бедным людям в Баттерси. Она поселилась над одним из своих благотворительных магазинов в одном из самых бедных районов девяти Вязов и жила там в течение недели и приняла католичество. В 1894 она состояла, а позже возглавила Попечительский совет в Ламбете, согласно закону о правах бедных, — орган местного самоуправления в бедных районах городов страны. Деспард вышла из правления в 1903 году.

## Политика
Она подружилась с Элеонорой Маркс и была делегатом Второго Интернационала, в том числе на четвёртом конгрессе в Лондоне в 1896 году. Она выступала против англо-бурской войны как «злой войны этого капиталистического правительства». В поездке по Соединённому Королевству Деспард агитировала против воинской повинности в Первой мировой войне, тем самым формируя пацифистскую организацию под названием Женский Крестовый поход за мир, противостоящую любым войнам.
Деспард была активным сторонником Социал-демократической федерации и Независимой Лейбористской партии. В 1906 году она вступила в Национальный Союз женских избирательных обществ и дважды была заключена в тюрьму Холлоуэй. Она была разочарована отсутствием прогресса в деятельности организации, и присоединилась к более радикальному Женскому социально-политическому союзу (WSPU).
В 1907 году Деспард была одной из трёх женщин, которые сформировали Женскую Лигу свободы после разногласий по поводу автократического способа управления WSPU. К ней присоединились Тереза Биллингтон-Грейг и Эдит Хау-Мартин. Она была тесно связана с новыми стратегиями пассивного сопротивления, включавшего акции женщин, приковывающих себя цепями к воротам женской галереи в Вестминстерском дворце; а также кампанией «нет налогов без представительства», в ходе которой её домашняя мебель неоднократно конфисковывалась в целях уплаты штрафов.
С 1912 по 1921 год она работала с Кейт Харви, пацифисткой и феминисткой, также входившей в налоговое сопротивление. Деспард записала в своем дневнике, что «годовщина нашей любви» началась 12 января 1912 года, хотя до сих пор неясно, что она имела в виду под этими словами. Кейт Харви переоборудовала свой дом, Брэкенхилл, в Хайленд-Роуд, Бромли, в больницу на тридцать одну койку, первоначально предназначенную для раненых солдат. Однако вместо этого туда были направлены женщины и дети-беженцы. Деспард и Харви купили участок площадью 12 акров в Верхнем Хартфилде, который они также называли «Брэкенхилл». Ранее Харви была вовлечена в теософию, и дети из Бромли были переведены в монастырь The Cloisters, школу под открытым небом, в Летчуэрте. Школа в Хартфилде также стала школой под открытым небом, и была закрыта в 1939 году.
В отличие от других суфражисток, Деспард как пацифистка отказалась участвовать в вербовочной кампании британской армии во время Первой мировой войны. Её мнение сильно контрастировало с позицией членов её семьи: брат, фельдмаршал Джон Френч, был начальником Имперского Генерального штаба британской армии и командующим Британским экспедиционным корпусом, отправленным в Европу в августе 1914 года, а их сестра Кэтрин Харли служила в шотландском женском госпитале во Франции.
Деспард была активным членом Лейбористской партии Баттерси в течение первых десятилетий XX века. Она была избрана кандидатом от партии в округе Баттерси-Норт на всеобщих выборах 1918 года, став одной из женских кандидатур в истории страны. Но её антивоенные взгляды не снискали популярности среди общественности, и она потерпела поражение. На последующих выборах она помогала другим левым кандидатам, например Шапурджи Саклатвале.
Она оставалась активной политической фигурой и последующие годы, путешествуя по Советскому Союзу, а затем присоединилась к Коммунистической партии Великобритании.

## Ирландия
В 1908 году Деспард присоединилась к Ханне Шихи-Скиффингтон, Маргарет Казинс и другим феминисткам, чтобы сформировать ирландскую женскую Лигу за избирательные права. Она призвала членов организации бойкотировать перепись 1911 года и не платить налоги, а также оказывала финансовую поддержку рабочим во время Дублинских трудовых споров. В 1909 году Деспард познакомилась с Махатмой Ганди и испытала на себе влияние его теории пассивного сопротивления.
Деспард поселилась в Дублине после Первой мировой войны и сильно критиковала своего брата, фельдмаршала графа Ипра.
Во время ирландской войны за независимость вместе с Мод Гонн и другими сторонниками она сформировала Лигу защиты женщин-заключённых для поддержки заключённых-республиканцев. Её действия были классифицированы как опасная подрывная деятельность в соответствии с Законом Об общественной безопасности 1927 года правительством Ирландского свободного государства за её оппозицию англо-ирландскому договору.
В 1930 году Деспард гастролировал по Советскому Союзу. Впечатлённая увиденным, она вступила в Коммунистическую партию Великобритании и стала секретарём организации «Друзья Советской России». В 1933 году её дом в Дублине был сожжён антикоммунистической толпой.
Она умерла в возрасте 95 лет после падения в своём новом доме, Nead-na-Gaoithe, Уайтхед, графство Антрим, недалеко от Белфаста в ноябре 1939 года. Она была похоронена на республиканском участке на кладбище Гласневин в Дублине.

## Наследие
В Лондоне в честь Деспард названы две улицы: одна в Баттерси-СВ11, а другая в Арчуэе, Ислингтон. В конце последней находится паб Шарлотты Деспард, также названный в её честь.
Её имя и фотография (а также фотографии 58 других суфражисток) расположены на постаменте статуи Миллисент Фоссет на Парламентской площади в Лондоне.